# Franz Hasil
Franz Hasil (Viena, Austria, 28 de julio de 1944) es un exfutbolista austriaco. Se desempeñaba en posición de centrocampista.
Fue uno de los mejores jugadores austriacos que hubo en la década de 1960. En las filas del Rapid de Viena, fue tres veces campeón de liga y el interés hacia él por parte de equipos extranjeros creció. En 1968 fichó por el Schalke 04, con el que alcanzó la final de la copa alemana de 1969 y el séptimo puesto de la Bundesliga. Tras sólo un año en el equipo alemán ficharía por el Feyenoord con el que en 1970 ganó la Copa de Europa ante el Celtic de Glasgow.

## Selección nacional
Fue internacional con la Selección de fútbol de Austria en veintiún ocasiones, marcando dos goles.

## Clubes
| Club               | País         | Año       |
| ------------------ | ------------ | --------- |
| Rapid Viena        | Austria      | 1962-1968 |
| FC Schalke 04      | Alemania     | 1968-1969 |
| Feyenoord Róterdam | Países Bajos | 1969-1973 |
| FC Kärnten         | Austria      | 1973-1977 |
| First Vienna FC    | Austria      | 1977-1978 |

## Palmarés

### Campeonatos nacionales
| Título                | Club               | País         | Año            |
| --------------------- | ------------------ | ------------ | -------------- |
| Bundesliga            | Rapid Viena        | Austria      | 1964 1967 1968 |
| Copa de Austria       | Rapid Viena        | Austria      | 1968           |
| Copa de Europa        | Feyenoord Róterdam | Países Bajos | 1970           |
| Copa Intercontinental | Feyenoord Róterdam | Países Bajos | 1970           |
| Eredivisie            | Feyenoord Róterdam | Países Bajos | 1971           |